# لی هونگ-کی
لی هونگ-کی (به کره‌ای:이홍기 به انگلیسی: Lee Hongki) (زاده ۲ مارس ۱۹۹۰ - گوانگجو) خواننده، بازیگر، ترانه‌سرا در کره جنوبی است. او خواننده اصلی گروه سبک پاپ راک اف تی آیلند است.
او به دلیل بازی در مجموعه تلویزیونی تو زیبایی شناخته شد.

## سریال‌ها
- مزرعه دار مدرن(2014)(SBS)
- مدرسه موریم
- عروس قرن(2014)(TV Chosun)
- دختر عضلانی(2011)(TBS)
- تو زیبایی(2009)(SBS)
- روی آنتن(2008)(SBS)
- ادیسه کره ای (۲۰۱۸)